# Battaglia di Lilibeo (218 a.C.)
La battaglia di Lilibeo del 218 a.C. rappresentò, nella seconda guerra punica, uno dei primissimi scontri tra Romani e Cartaginesi dopo la dichiarazione di guerra.

## Contesto storico
Dopo la presa di Sagunto da parte dei Cartaginesi di Annibale, la guerra fu inevitabile, solo che come scrive Polibio, la guerra non si svolse in Iberia [come auspicavano i Romani] ma proprio alle porte di Roma e lungo tutta l'Italia. Era la fine del 219 a.C. e iniziava la seconda guerra punica.
La ricca Sicilia era ormai passata sotto il controllo di Roma (con il divieto per Cartagine di portare la guerra a Gerone II di Siracusa).
Fu così che mentre Annibale attraversava le Alpi e poi scendeva nella Gallia cisalpina, in Sicilia e nelle isole circostanti si compirono alcune imprese importanti per mano del console Tiberio Sempronio Longo e anche prima del suo arrivo.
I Cartaginesi avevano mandato 20 quinqueremi con 1 000 soldati a devastare le spiagge italiche. Nove si diressero verso le Isole Lipari, otto verso l'Isola di Vulcano e tre, deviate dalla corrente, si erano trovate nello stretto di Messina (fretum Siculum).
Appena queste ultime navi cartaginesi furono avvistate, Gerone di Siracusa, che si trovava a Messana (Messina) ad attendere il console romano Sempronio, mandò 12 navi e catturò la piccola flotta cartaginese senza che vi fosse alcuna resistenza.

## Forze in campo
Romani
Memore delle battaglie navali della prima guerra punica, Roma allestì una flotta di oltre 200 quinqueremi. I due consoli si suddivisero, come d'uso, i compiti: Publio Cornelio fu posto a capo di 60 navi e inviato in Iberia; Tiberio Sempronio Longo venne mandato in Sicilia (a Lilibeo) con due legioni e un cospicuo contingente di alleati, in tutto 24 000 fanti e 2 000/2 400 cavalieri, con l'incarico di sbarcare in Africa, a bordo di 160 quinqueremi e di 20 di naviglio leggero, per attaccare direttamente Cartagine.
Siracusani
12 navi, inviate in aiuto dei Romani nei pressi si Messana.
Cartaginesi
20 quinqueremi inviate tra le Isole Lipari, l'Isola di Vulcano e lo stretto di Messina. Dai prigionieri fatti nelle operazioni di Messana si venne a sapere che oltre alle venti quinqueremi erano state inviate altre 35 quinqueremi, dirette in Sicilia per incitare alla ribellione gli antichi alleati.

## Battaglia
I Romani vennero a sapere che il principale obbiettivo nemico era l'occupazione di Lilibeo, ritenendo che la flotta cartaginese fosse stata sospinta da una forte tempesta fino alle Isole Egadi. Fu Gerone di Siracusa a comunicare tali informazioni al propretore Marco Emilio Lepido, che amministrava la Sicilia, consigliandolo di porre un forte presidio in quella città. Emilio Lepido si attivò immediatamente inviando nelle diverse città ambasciatori e tribuni, affinché i presidi fossero particolarmente vigili di fronte a questa minaccia e in modo che Lilibeo fosse fornita di ogni possibile forma di difesa.
Venne inoltre emesso un editto secondo il quale gli equipaggi erano obbligati a portare cibo cotto sulle navi per dieci giorni, in modo da essere pronti a salpare e correre in soccorso del presidio che fosse stato posto sotto attacco dalla marina cartaginese. Vennero inoltre intensificati i controlli nei posti di vedetta lungo le spiagge dell'isola. Fu così che, quando il nemico apparve all'orizzonte in una notte di luna piena, dai posti di osservazione venne dato immediatamente il segnale e nella cittadella tutti corsero alle armi e si imbarcarono sulle navi.
Quando i Cartaginesi si accorsero che i Romani non erano affatto impreparati all'attacco come avevano sperato, si trattennero dall'entrare nel porto fino al mattino, preparandosi invece alla battaglia in mare. Quando giunse la luce del giorno si allontanarono al largo in modo da lasciare spazio per lo scontro alle navi romane, uscendo dal porto. I Romani non tentarono di rimandare la battaglia, al contrario si gettarono sul nemico, avvantaggiati per numero e qualità dei soldati imbarcati.
I Cartaginesi cercarono di eludere lo scontro con manovre in cui si evidenziava la loro abilità tattica, evitando la forza d'urto e preferendo, al contrario, condurre una battaglia in movimento più che uno scontro tra equipaggi armati. Essi erano infatti dotati di equipaggi numerosi ma con un ridotto numero di soldati. Quando infatti i Romani si accorsero di avere un numero superiore di soldati, accrebbero il loro coraggio, tanto che in poco tempo sette navi cartaginesi furono circondate, mentre le restanti iniziarono a fuggire. Vennero quindi catturati i loro equipaggi, formati da 1 700 tra soldati e marinai, oltre a tre nobili cartaginesi. La flotta romana, che si era preparata allo scontro, ne uscì incolume. Solo una nave fu lievemente danneggiata e rientrò in porto.

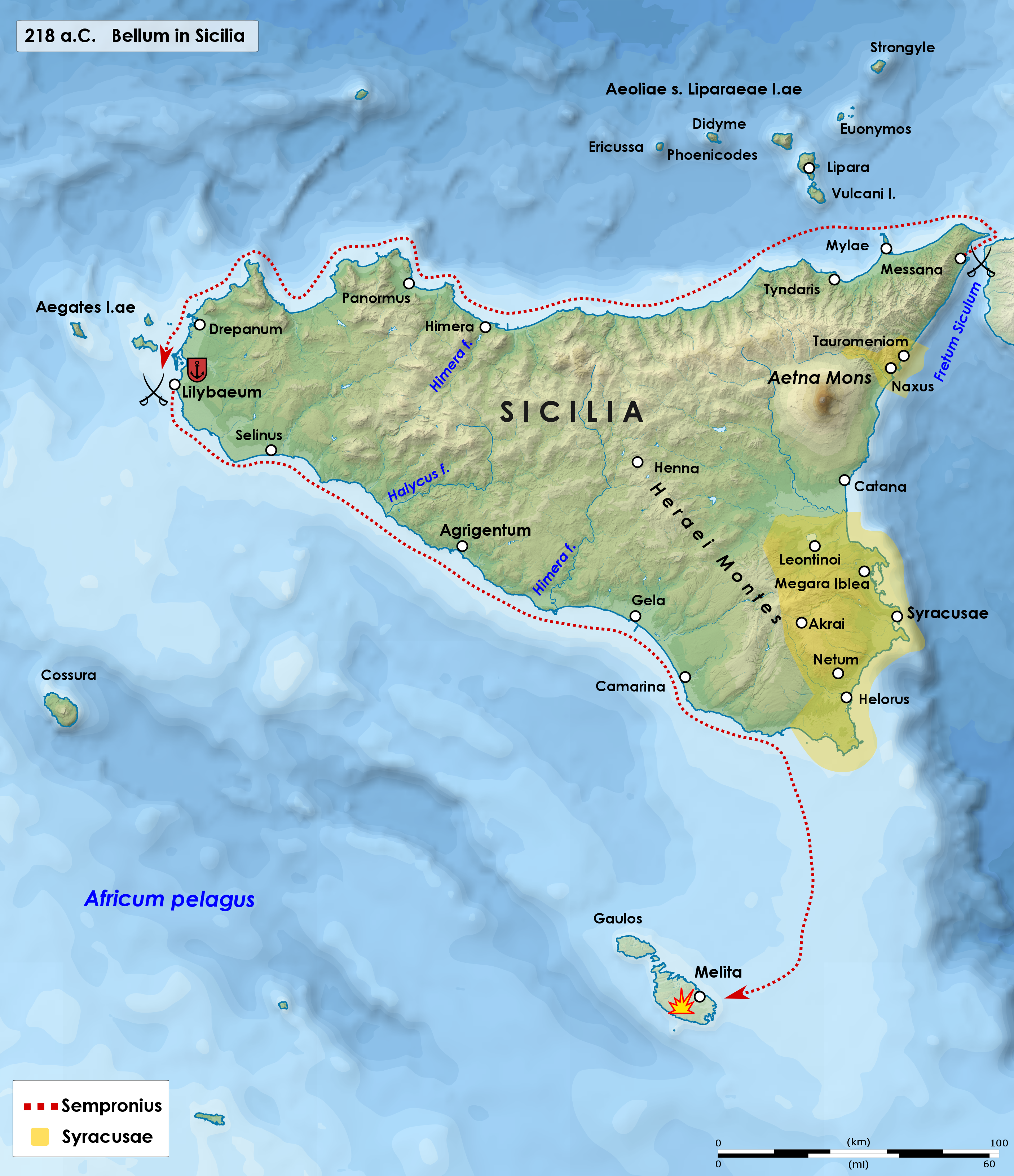
La Sicilia romana, teatro delle operazioni militari dell'estate del 218 a.C.

## Conseguenze
Terminata la battaglia, quelli che erano a Messana non ne sapevano ancora nulla quando vi giunse il console Tiberio Sempronio Longo. Gli era andato incontro Gerone di Siracusa con una flotta armata di tutto punto. Egli salì sulla nave del console e si congratulò con lui per essere giunto sano e salvo in Sicilia con l'intero esercito. Poi offrì al popolo romano il suo aiuto, come aveva fatto nella precedente guerra. Promise frumento e abiti per i legionari e gli equipaggi della marina militare romana.
Fu così che il console Tiberio Sempronio per prima cosa decise di dirigersi su Lilibeo. Insieme partirono anche il re e la sua flotta siracusana. E mentre erano in viaggio vennero a sapere che vi era stata una battaglia al Lilibeo, dove la flotta romana aveva sbaragliato quella cartaginese.
Il console, dopo aver congedato Gerone e la sua flotta e lasciato il pretore a difendere la provincia, partì ad occupare Melita (Malta), che era in possesso dei Cartaginesi. A lui si arrese Asdrubale Giscone, che comandava la fortezza con poco meno di 2 000 soldati. Poco dopo fece ritorno a Lilibeo, dove mise in vendita come schiavi i prigionieri, a parte alcuni nobili cartaginesi.
Tiberio Sempronio, avendo stabilito che quella parte di isola fosse ora al sicuro, partì per le isole Lipari, dove si diceva si fosse nascosta una flotta cartaginese. Tuttavia non fu trovata traccia del nemico in questo arcipelago. I Cartaginesi erano infatti passati a devastare le coste dell'Italia meridionale ed avevano saccheggiato la campagna intorno a Vibo Valentia.
Quando il console venne a sapere di quanto accadeva a Vibo, gli giunse una lettera dal senato romano che gli ordinava di portare aiuto al collega Scipione il più rapidamente possibile. Tiberio Sempronio allora dispose, per prima cosa di imbarcare ed inviare l'esercito ad Ariminum (Rimini) lungo l'Adriatico; poi diede incarico al suo legatus Sesto Pomponio di proteggere la zona di Vibo con 25 navi da guerra; infine si imbarcò anch'egli e con 10 navi raggiunse Ariminum, costeggiando il litorale italico, congiungendosi con il collega.